# Olethrius glabrus
Olethrius glabrus là một loài bọ cánh cứng trong họ Cerambycidae.